# Maltebo damm
Maltebo damm är en sjö i Nybro kommun i Småland och ingår i Ljungbyåns huvudavrinningsområde. Sjön har en area på 0,0722 kvadratkilometer och ligger 63,1 meter över havet. Sjön avvattnas av vattendraget Gunnaboån.

## Delavrinningsområde
Maltebo damm ingår i det delavrinningsområde (629177-151801) som SMHI kallar för Mynnar i Ljungbyån. Medelhöjden är 50 meter över havet och ytan är 26,28 kvadratkilometer. Räknas de 2 avrinningsområdena uppströms in blir den ackumulerade arean 66,99 kvadratkilometer. Gunnaboån som avvattnar avrinningsområdet har biflödesordning 2, vilket innebär att vattnet flödar genom totalt 2 vattendrag innan det når havet efter 16 kilometer. Avrinningsområdet består mestadels av skog (60 procent), öppen mark (12 procent) och jordbruk (25 procent). Avrinningsområdet har 0,06 kvadratkilometer vattenytor vilket ger det en sjöprocent på 0,2 procent. Bebyggelsen i området täcker en yta av 0,22 kvadratkilometer eller 1 procent av avrinningsområdet.